# Єнбекту
Єнбекту́ (каз. Еңбекту) — село у складі Айтекебійського району Актюбінської області Казахстану. Входить до складу Карабутацького сільського округу.
У радянські часи село називалось Курпе.
Населення — 265 осіб (2021; 350 у 2009, 497 у 1999, 523 у 1989).